# Renata de Castro
Renata de Castro Palmier Costa (Niteroi, 23 de janeiro de 1965) é uma ex- voleibolista indoor brasileira que  passou atuar como jogadora de Vôlei de Praia sagrando-se campeã do Circuito Brasileiro de Vôlei de Praia de 1994 e terceiro lugar no ano de 1995.Competiu em ambas modalidades na categoria master.Atualmente é gestora da Sala de Cultura Leila Diniz, espaço cultural da Imprensa Oficial do Estado do Rio de Janeiro.

## Carreira
Renata começou no voleibol indoor, como profissional foi atleta do Flamengo/Limão Brahma em 1984, ano da conquista do Campeonato Carioca Na temporada de 1986 defendeu o Tijuca Tênis Clube, época que o clube participava pela primeira vez da elite nacional
Tempos depois migrou para o Vôlei de Praia e formou dupla com Karina Lins e juntas disputaram o Circuito Brasileiro de Vôlei de Praia de 1994, conquistaram o título da etapa de Fortaleza.,  campeãs da etapa de Natal ,e foram campeãs de todo o circuito mencionado
Ela jogou com Karina no Circuito Mundial de 1994-95, alcançando o quinto lugar no Aberto de Santos, o vigésimo quinto lugar no Aberto de La Serena e o nono lugar no Aberto do Rio de Janeiro.. Em 1995 conquistou pelo correspondente Circuito Banco do Brasil os títulos da etapa de Brasília e de Ribeirão Preto e finalizaram na terceira posição geral do circuito
Ainda com Karina Lins disputou etapas do Circuito Mundial referente a temporada 1995-96, alcançando a vigésima sétima  no Aberto de Hermosa, o décimo sétimo lugar do Aberto Santos, o nono lugar no Aberto do Rio de Janeiro e o sétimo posto no Aberto de Clearwater.
Pelo Circuito Mundial de 1996  passou a competir com Roseli Ana Timm e alcançaram os seguintes resultados:o trigésimo terceiro lugar na Série Mundial de Hermosa, décimo sétimo lugar no Grand Slam de Carolina (Porto Rico, décimo terceiro lugar na Série Mundial de Recife, nono lugar na Série Mundial de Maceió e o sétimo lugar na Série Mundial de Salvador.
No ano de 1997 formou dupla com Cristina Mignone e disputaram o Aberto do Rio de Janeiro, etapa válida pelo Circuito Mundial de 1997, e nesta ocasião conquistou o décimo sétimo lugar.
Casada com político Reinaldo Costa, formou-se em Relações Públicas e Comunicação Social pela Universidade Gama Filho, passou a trilhou a carreira de jornalista e apresentadora, ocupando cargo na Imprensa Oficial do Estado do Rio de Janeiro de coordenadora de eventos desde 1988, além de  ser a Gestora da Sala de Cultura Leila Diniz e Apresentadora  do Programa Grupo Mônaco de Cultura pela UNITEVE (Canal Universitário de Niterói) da UFF.
Continuou em 2012 a competir no Vôlei de Praia na categoria máster, especificamente na categoria 40+ e ao lado da sua parceira na época de profissional, ou seja, Karina Lins e posteriormente competiu no indoor pela parceria entre os clubes Niterói Vôlei Clube e Canto do Rio Foot-Ball Club na categoria 45+ e também representou o Flamengo na categoria 50+.

## Títulos e resultados
- Circuito Brasileiro Banco do Brasil:1994[9]
- Circuito Brasileiro Banco do Brasil:1995[13]
- Etapa de Ribeirão Preto do Circuito Brasileiro Banco do Brasil:1995[12]
- Etapa de Brasília do Circuito Brasileiro Banco do Brasil:1995[11]
- Etapa de Natal do Circuito Brasileiro Banco do Brasil:1994[8]
- Etapa de Fortaleza do Circuito Brasileiro Banco do Brasil:1994[5]
- Campeonato Carioca (indoor):1984[1]